# Rejtély (Marvel Comics)
Rejtély, valódi nevén Raven Darkholme egy szereplő a Marvel Comics képregényeiben. A szereplőt Chris Claremont író, és Dave Cockrum rajzoló alkotta meg. Első megjelenése a Ms. Marvel 17. számában volt 1978-ban.
Mystique az emberiség mutánsok néven ismert, emberfeletti képességekkel született alfajának tagja, alakváltó, aki képes bármely ember megjelenését és hangját tökéletes pontossággal utánozni; természetes megjelenése kék bőr, vörös haj és sárga szem. Mystique, akit általában az X-Men ellenségeként ábrázolnak, egyszerre volt szupergonosz és antihősnő, megalapította saját Mutánsok Testvériségét, és több fontos, mutáns ügyekben érintett személyt meggyilkolt; Mystique az X-Men hős Nightcrawler és a gonosztevő Graydon Creed anyja, valamint az X-Men hősnőjének, Rogue-nak az örökbefogadó anyja. Debütálása óta Mystique-et a Marvel egyik legjelentősebb és legerősebb női antihőseként emlegetik. Egy már több mint százéves alakváltó mutáns. Általában az X-Men csapatához kötődő történetekben szerepel a képregények oldalain, legtöbbször mint negatív szereplő. Eleinte visszahúzódó. Charles Xavier a húgaként tekint rá. Erik Lehnsherr-höz (Magneto) csatlakozik Kuba után.
Első szerelme Bestia után Erikbe szeretett bele hiszen megmutatta neki az igazat, hogy a szépség belülről fakad, legyen önmaga.